# Versicherungs-Zweckgesellschaft
Versicherungs-Zweckgesellschaften sind Unternehmen, die versicherungstechnische Risiken von Versicherungsunternehmen übernehmen, selbst aber keine Versicherungsunternehmen sind. Das übernommene Risiko wird durch Ausgabe nachrangiger Schuldtitel – beispielsweise Katastrophenanleihen – abgesichert.
Versicherungsunternehmen können auf diesem Weg Risiken auf den Kapitalmarkt transferieren (siehe auch Verbriefung) und so ihre Zeichnungskapazität erhöhen.
Versicherungs-Zweckgesellschaften sind eine spezielle Form der Eigenversicherer (englisch Captives). Während Eigenversicherer prinzipiell auch Risiken von Nicht-Versicherungsunternehmen direkt decken können, übernehmen Versicherungs-Zweckgesellschaften nur Risiken von Erst- und Rückversicherungsunternehmen.
Die Richtlinie 2005/68/EG (Rückversicherungs-Richtlinie) enthält in Art. 46 für die Mitgliedstaaten die Option, Versicherungs-Zweckgesellschaften zuzulassen. In Deutschland ist diese Art des Risikotransfers seit 2007 im Versicherungsaufsichtsgesetz geregelt. Versicherungs-Zweckgesellschaften unterliegen der Finanzaufsicht, die Anforderungen sind jedoch im Gegensatz zu Erst- und Rückversicherungsunternehmen deutlich vereinfacht.